# Nati l'11 dicembre

## XIV secolo(2)
- 1329 - Ferdinando d'Aragona, marchese († 1363)
- 1388 - Giovanni della Grossa, scrittore italiano († 1464)

## XV secolo(4)
- 1445 - Eberardo I di Württemberg, duca tedesco († 1496)
- 1455 - Barbara Gonzaga, nobile italiana († 1503)
- 1465 - Ashikaga Yoshihisa, militare giapponese († 1489)
- 1475 - Papa Leone X, papa, vescovo cattolico e cardinale italiano († 1521)

## XVI secolo(4)
- 1529 - Fulvio Orsini, umanista, storico e archeologo italiano († 1600)
- 1552 - Domenico Bollani, vescovo cattolico italiano († 1613)
- 1581 - Pietro IV Celestri, nobile italiano († 1616)
- 1599 - Pieter Codde, pittore olandese († 1678)

## XVII secolo(9)
- 1609 - Alexander Cooper, miniaturista inglese († 1660)
- 1656 - Johann Michael Rottmayr, pittore austriaco († 1730)
- 1668 - Domenico Maria Viani, pittore italiano († 1711)
- 1668 - Apostolo Zeno, poeta, librettista e giornalista italiano († 1750)
- 1675 - Raniero Felice Simonetti, cardinale e arcivescovo cattolico italiano († 1749)
- 1679 - Pier Antonio Micheli, botanico italiano († 1737)
- 1683 - Thomas Howard, VIII duca di Norfolk, nobile inglese († 1732)
- 1690 - José Ribeiro da Fonseca, vescovo cattolico portoghese († 1752)
- 1690 - Domenico Zicari, arcivescovo cattolico italiano († 1760)

## XVIII secolo(33)
- 1702 - Friedrich Wilhelm von Haugwitz, politico austriaco († 1765)
- 1703 - Giovanni Antonio Medrano, architetto, ingegnere e militare italiano († 1760)
- 1709 - Luisa Elisabetta di Borbone-Orléans, sovrana spagnola († 1742)
- 1712 - Francesco Algarotti, scrittore, saggista e collezionista d'arte italiano († 1764)
- 1715 - Johann Valentin Tischbein, pittore tedesco († 1768)
- 1724 - Louis-Joseph de Montmorency-Laval, cardinale e vescovo cattolico francese († 1808)
- 1725 - George Mason, politico statunitense († 1792)
- 1733 - Leopoldina di Sternberg, contessa austriaca († 1809)
- 1742 - Hendrik de Cort, pittore fiammingo († 1810)
- 1743 - Bernhard Erasmus von Deroy, nobile e generale tedesco († 1812)
- 1745 - Gabriel Cortois de Pressigny, arcivescovo cattolico francese († 1823)
- 1747 - Dazincourt, attore teatrale francese († 1809)
- 1751 - Christian Wilhelm von Dohm, storico tedesco († 1820)
- 1754 - Claude Sylvestre Colaud, generale francese († 1819)
- 1756 - Anton Tomaž Linhart, drammaturgo e storico sloveno († 1795)
- 1758 - Carl Friedrich Zelter, compositore, direttore d'orchestra e scrittore tedesco († 1832)
- 1761 - Gian Domenico Romagnosi, giurista, filosofo e economista italiano († 1835)
- 1763 - Stanislas-Marie Maillard, rivoluzionario e militare francese († 1794)
- 1769 - Carlo Domenico Ferrari, vescovo cattolico italiano († 1846)
- 1779 - Vittore Benzon, poeta e attore teatrale italiano († 1822)
- 1781 - David Brewster, fisico e inventore scozzese († 1868)
- 1783 - Max von Schenkendorf, poeta tedesco († 1817)
- 1786 - William John Bankes, esploratore, egittologo e politico britannico († 1855)
- 1787 - György Carabelli, odontoiatra ungherese († 1842)
- 1792 - Joseph Mohr, prete austriaco († 1848)
- 1793 - Pietro Antonio Coppola, compositore italiano († 1876)
- 1793 - Antonio Morri, letterato, glottologo e lessicografo italiano († 1868)
- 1796 - Richard Curzon-Howe, I conte Howe, nobile inglese († 1870)
- 1797 - Giovanni Battista Michelini, politico, giornalista e avvocato italiano († 1879)
- 1797 - Francesco Pentini, cardinale italiano († 1869)
- 1798 - Thomas Aspinwall Davis, imprenditore e politico statunitense († 1845)
- 1799 - Giovanni Battista Bertini, vetraio e restauratore italiano († 1849)
- 1799 - George Spencer, nobile e vescovo anglicano britannico († 1866)

## XIX secolo(132)
- 1801 - Christian Dietrich Grabbe, drammaturgo e commediografo tedesco († 1836)
- 1801 - Damaso Pareto, politico italiano († 1862)
- 1801 - Jean-Baptiste François Pompallier, missionario e arcivescovo cattolico francese († 1871)
- 1803 - Hector Berlioz, compositore francese († 1869)
- 1804 - Louis Breguet, fisico e orologiaio francese († 1883)
- 1806 - Otto von Abich, geologo tedesco († 1886)
- 1808 - Thomas Chambers, pittore inglese († 1869)
- 1808 - Secondo Polto, politico italiano († 1892)
- 1810 - Alfred de Musset, poeta, scrittore e drammaturgo francese († 1857)
- 1811 - Pierre Alexandre Lenormand de Bretteville, militare francese († 1884)
- 1815 - Tito Menichetti, politico italiano († 1889)
- 1816 - Anton Sommer, poeta tedesco († 1888)
- 1820 - Josefa Naval Girbés, beata spagnola († 1893)
- 1821 - Carlo di Sant'Andrea, presbitero olandese († 1893)
- 1822 - Karl Heinrich Weizsäcker, teologo e storico tedesco († 1899)
- 1824 - Víctor Balaguer, scrittore, giornalista e politico spagnolo († 1901)
- 1824 - Giovanni Battista Basso, patriota e militare italiano († 1884)
- 1824 - Jonathan Letterman, medico statunitense († 1872)
- 1825 - Giuseppe Bertini, pittore italiano († 1898)
- 1826 - Henry Augustus Rawes, scrittore e predicatore britannico († 1885)
- 1826 - Georg Dietrich August Ritter, ingegnere e astrofisico tedesco († 1908)
- 1826 - William Waddington, politico, archeologo e numismatico francese († 1894)
- 1827 - Karl Schenkl, filologo classico e lessicografo austriaco († 1900)
- 1828 - Alfred Wills, magistrato, scrittore e alpinista inglese († 1912)
- 1830 - Kamehameha V delle Hawaii, sovrano († 1872)
- 1830 - František Víťazoslav Sasinek, storico e presbitero slovacco († 1914)
- 1833 - Vittorio di Hohenlohe-Langenburg, principe tedesco († 1891)
- 1835 - Adolf Stoecker, politico, teologo e scrittore tedesco († 1909)
- 1836 - Henry Ernest Gascoyne Bulwer, politico e diplomatico britannico († 1914)
- 1838 - Kirino Toshiaki, generale giapponese († 1877)
- 1838 - Emil Rathenau, ingegnere e imprenditore tedesco († 1915)
- 1838 - Whitney Eugene Thayer, organista e compositore statunitense († 1889)
- 1840 - Giannetto Cavasola, politico italiano († 1922)
- 1842 - Adolf Čech, direttore d'orchestra ceco († 1900)
- 1843 - Robert Koch, medico, batteriologo e microbiologo tedesco († 1910)
- 1845 - Spiridione Brusina, zoologo croato († 1909)
- 1845 - Dallas Stoudenmire, pistolero statunitense († 1882)
- 1846 - Manuel Fernández Juncos, poeta e giornalista spagnolo († 1928)
- 1848 - Georges Izambard, insegnante francese († 1931)
- 1849 - Ellen Key, scrittrice svedese († 1926)
- 1850 - Luigi Baldacci, ingegnere e geologo italiano († 1927)
- 1850 - Maria Vittoria Hamilton, nobile britannica († 1922)
- 1850 - Francesco Isola, vescovo cattolico italiano († 1926)
- 1850 - Julius Kronberg, pittore svedese († 1921)
- 1850 - Antonio Maffi, politico italiano († 1912)
- 1852 - Luigi Dari, politico italiano († 1919)
- 1853 - Jacob Wackernagel, linguista svizzero († 1938)
- 1854 - Giulio Melegari, diplomatico italiano († 1935)
- 1854 - Charles Radbourn, giocatore di baseball statunitense († 1897)
- 1855 - Domenico Biondi, medico italiano († 1914)
- 1855 - Fernand Cabrol, teologo e abate francese († 1937)
- 1855 - Charles Frederick Cross, chimico inglese († 1935)
- 1855 - David Ffrangcon-Davies, baritono gallese († 1918)
- 1856 - Edward John Bevan, chimico inglese († 1921)
- 1856 - Georgij Valentinovič Plechanov, filosofo, politologo e critico letterario russo († 1918)
- 1856 - Maria di Windisch-Grätz, nobile austriaca († 1929)
- 1857 - Rodolfo Amoedo, pittore brasiliano († 1941)
- 1857 - Ugo Fleres, poeta, giornalista e critico letterario italiano († 1939)
- 1858 - Benno Kerry, filosofo e psicologo austriaco († 1889)
- 1859 - Paul Hankar, architetto e designer belga († 1901)
- 1859 - Ludwig Maurer, matematico tedesco († 1927)
- 1859 - Il'ja Leonidovič Tatiščev, militare e nobile russo († 1918)
- 1860 - Eugène Antoine Durenne, pittore francese († 1944)
- 1860 - Leonard Huxley, docente, biografo e editore britannico († 1933)
- 1861 - Cesare Dondini jr., attore italiano († 1922)
- 1862 - Karl Diener, alpinista, geologo e paleontologo austriaco († 1928)
- 1863 - Georg Bruchmüller, generale tedesco († 1948)
- 1863 - Alfonso Canciani, scultore italiano († 1955)
- 1863 - Annie Jump Cannon, astronoma statunitense († 1941)
- 1864 - Maurice Leblanc, scrittore francese († 1941)
- 1866 - John Southworth, calciatore inglese († 1956)
- 1867 - Heinrich Bulle, archeologo tedesco († 1945)
- 1867 - Antonio Conte, schermidore e maestro di scherma italiano († 1953)
- 1867 - Adolf Dirr, linguista, filologo e etnologo tedesco († 1930)
- 1867 - Ignazio Lupi, attore italiano († 1942)
- 1867 - Alessandro Salimbeni, medico, immunologo e batteriologo italiano († 1942)
- 1869 - Robert Herrmann, ginnasta e multiplista statunitense († 1919)
- 1869 - Maria Paternò Arezzo, nobile e filantropa italiana († 1908)
- 1869 - Matteo Tevini, pittore italiano († 1946)
- 1870 - James Fitzalan Hope, I barone Rankeillour, politico scozzese († 1949)
- 1873 - Rosario DeSimone, mafioso italiano († 1946)
- 1873 - Cesare Dobici, compositore e musicista italiano († 1944)
- 1873 - Matvej Konstantinovič Muranov, rivoluzionario e politico sovietico († 1959)
- 1873 - Josip Plemelj, matematico sloveno († 1967)
- 1874 - James Lewis Kraft, inventore e imprenditore canadese († 1953)
- 1874 - Paul Wegener, attore, regista e sceneggiatore tedesco († 1948)
- 1876 - Mieczysław Karłowicz, compositore e direttore d'orchestra polacco († 1909)
- 1876 - Ronald Sanderson, canottiere britannico († 1918)
- 1879 - Agustín Gómez Morato, generale spagnolo († 1952)
- 1879 - Pietro Gazzera, politico e generale italiano († 1953)
- 1880 - Adelmo Damerini, musicologo e compositore italiano († 1976)
- 1880 - James Peck, mezzofondista canadese († 1955)
- 1882 - Max Born, fisico tedesco († 1970)
- 1882 - Fiorello La Guardia, politico statunitense († 1947)
- 1882 - Henry Woodward, attore statunitense († 1953)
- 1883 - Edmund De Wind, militare britannico († 1918)
- 1883 - Howard M. Mitchell, regista e attore statunitense († 1958)
- 1883 - Ercole Olgeni, canottiere italiano († 1947)
- 1884 - Wilhelm Brückner, militare tedesco († 1954)
- 1884 - Donatello Gabbrielli, scultore italiano († 1955)
- 1884 - Piet Ooms, nuotatore e pallanuotista olandese († 1961)
- 1885 - Erich Brunner, compositore di scacchi tedesco († 1938)
- 1885 - Augusto Rangone, allenatore di calcio, dirigente sportivo e giornalista italiano († 1970)
- 1887 - Hanns Kerrl, politico tedesco († 1941)
- 1888 - Eduardo Rodríguez Larreta, avvocato, giornalista e politico uruguaiano († 1973)
- 1888 - Hans-Wolfgang Reinhard, generale tedesco († 1950)
- 1889 - Eddie Dowling, attore, produttore teatrale e scrittore statunitense († 1976)
- 1889 - Walter Knott, imprenditore statunitense († 1981)
- 1889 - Giuseppe Traina, politico italiano († 1958)
- 1890 - Carlos Gardel, cantante, attore e compositore francese († 1935)
- 1890 - Mark Tobey, pittore statunitense († 1976)
- 1892 - Giacomo Lauri-Volpi, tenore italiano († 1979)
- 1892 - Edil Rosenqvist, lottatore finlandese († 1973)
- 1893 - Alceu Amoroso Lima, critico letterario, scrittore e giornalista brasiliano († 1983)
- 1893 - Ugo Cantutti, ingegnere italiano († 1983)
- 1894 - Martin Linge, attore e militare norvegese († 1941)
- 1894 - Vincenzo Toschi, militare e agente segreto italiano
- 1895 - Ruth Fischer, politica e agente segreta tedesca († 1961)
- 1896 - Enrico Colli, fondista italiano († 1982)
- 1896 - Ladislao Sugar, editore musicale e produttore discografico ungherese († 1981)
- 1897 - Sabino Bilbao, calciatore spagnolo († 1983)
- 1897 - Stanislao Caraciotti, ammiraglio italiano († 1943)
- 1897 - Kurt Meißner, calciatore tedesco († 1973)
- 1897 - Antonio Taffi, arcivescovo cattolico italiano († 1970)
- 1898 - Aldo Eluisi, militare e partigiano italiano († 1944)
- 1898 - Nils Ferlin, poeta svedese († 1961)
- 1898 - Aladár Paasonen, militare finlandese († 1974)
- 1898 - Joseph Marie Trịnh Như Khuê, cardinale e arcivescovo cattolico vietnamita († 1978)
- 1899 - Julio De Caro, compositore, musicista e direttore d'orchestra argentino († 1980)
- 1899 - Edward Toms, velocista britannico († 1971)
- 1899 - Yang Xiaozhong, regista cinese († 1969)
- 1900 - Émile Gagnan, ingegnere francese († 1984)

## XX secolo(795)
- 1901 - Dave Halliday, allenatore di calcio e calciatore scozzese († 1970)
- 1901 - George Mantello, imprenditore ungherese († 1992)
- 1901 - Michael Oakeshott, politologo e filosofo britannico († 1990)
- 1901 - Harry Schreurs, calciatore olandese († 1973)
- 1902 - Harald Kreutzberg, ballerino e coreografo tedesco († 1968)
- 1902 - Reginald Le Borg, regista austriaco († 1989)
- 1902 - Dan Lewis, calciatore gallese († 1965)
- 1903 - Fred Albin, ingegnere statunitense († 1968)
- 1903 - Antonio Zoboli, politico italiano († 1975)
- 1904 - Romano Caneva, pugile italiano († 1980)
- 1904 - Roberto Copernico, allenatore di calcio e dirigente sportivo italiano († 1988)
- 1904 - Élisabeth Lion, aviatrice francese († 1988)
- 1904 - John Joseph Maguire, arcivescovo cattolico statunitense († 1989)
- 1904 - Felix Nussbaum, pittore tedesco († 1944)
- 1904 - Nicola Riezzo, arcivescovo cattolico italiano († 1998)
- 1904 - Francis Tyler, bobbista statunitense († 1956)
- 1905 - Eugen Fink, filosofo tedesco († 1975)
- 1905 - Robert Henriques, scrittore, conduttore televisivo e allevatore britannico († 1967)
- 1905 - Gilbert Roland, attore messicano († 1994)
- 1906 - Raffaele Calabria, arcivescovo cattolico italiano († 1982)
- 1906 - Birago Diop, poeta senegalese († 1989)
- 1906 - Malek Jân Ne'mati, scrittrice e poetessa iraniana († 1993)
- 1906 - Sara Scuderi, soprano italiano († 1987)
- 1907 - Camillo Rossi, attore, regista e scultore italiano († 1982)
- 1907 - Adriano Vignoli, ciclista su strada italiano († 1996)
- 1907 - Giovanni Zucca, calciatore italiano († 1975)
- 1908 - Elliott Carter, compositore statunitense († 2012)
- 1908 - Mario Daverio, aviatore e militare italiano († 1941)
- 1908 - Sally Eilers, attrice statunitense († 1978)
- 1908 - Amon Göth, militare e criminale di guerra austriaco († 1946)
- 1908 - Vincent Martin Leonard, vescovo cattolico statunitense († 1994)
- 1908 - Carlos Arias Navarro, politico spagnolo († 1989)
- 1908 - Manoel de Oliveira, regista e sceneggiatore portoghese († 2015)
- 1909 - Corrado San Giorgio, generale italiano († 2003)
- 1909 - Oskar Thierbach, ciclista su strada e pistard tedesco († 1991)
- 1909 - John Wyer, ingegnere inglese († 1989)
- 1909 - Toshiko Yuasa, fisica giapponese († 1980)
- 1909 - Antonio de Mare, calciatore argentino († 1969)
- 1910 - Paľo Bielik, attore, regista e sceneggiatore slovacco († 1983)
- 1910 - Ettore Brossi, allenatore di calcio e calciatore italiano
- 1910 - Albino Milani, pilota motociclistico italiano († 2001)
- 1910 - Noel Rosa, cantautore, chitarrista e compositore brasiliano († 1937)
- 1911 - Carlo Cassola, doppiatore italiano († 1999)
- 1911 - Val Guest, regista, sceneggiatore e attore britannico († 2006)
- 1911 - Karl-Friedrich Höcker, ufficiale tedesco († 2000)
- 1911 - Heinrich Lehmann-Willenbrock, ufficiale tedesco († 1986)
- 1911 - Nagib Mahfuz, scrittore, giornalista e sceneggiatore egiziano († 2006)
- 1911 - Stan Kenton, compositore, direttore d'orchestra e pianista statunitense († 1979)
- 1911 - Michelangelo Perghem Gelmi, ingegnere e pittore italiano († 1992)
- 1911 - Qian Xuesen, matematico, fisico e ingegnere cinese († 2009)
- 1911 - Alcide Ticò, scultore italiano († 1991)
- 1912 - Eugenio Curiel, partigiano e fisico italiano († 1945)
- 1912 - René Demanck, cestista belga († 2003)
- 1912 - Zvi Kolitz, scrittore lituano († 2002)
- 1912 - Aldo Pondrano, calciatore italiano († 1993)
- 1912 - Carlo Ponti, produttore cinematografico italiano († 2007)
- 1912 - Ugo Terzani, calciatore italiano
- 1912 - Bruno Tosarelli, partigiano italiano († 1944)
- 1912 - Ilva Vaccari, archivista e scrittrice italiana († 2008)
- 1913 - Silvio Ambrosini, politico italiano († 1974)
- 1913 - Egidio Crippa, calciatore italiano († 1996)
- 1913 - Kléber Haedens, scrittore, saggista e giornalista francese († 1976)
- 1913 - Gino Mangiavacchi, partigiano e operaio italiano († 1983)
- 1913 - Jean Marais, attore francese († 1998)
- 1913 - Sunao Sonoda, militare e politico giapponese († 1984)
- 1914 - Andrea Giuseppe Croce, marinaio e velista italiano († 1986)
- 1914 - Richard Mathews, attore britannico († 1992)
- 1914 - Attilio Trebbi, politico italiano († 2008)
- 1915 - Trygve Arnesen, calciatore norvegese († 1987)
- 1915 - Heinrich Scheel, storico tedesco († 1996)
- 1915 - Angelo Solbiati, calciatore italiano
- 1915 - Armando Zavatta, presbitero e missionario italiano († 1976)
- 1916 - Carlo Bosio, militare italiano († 1941)
- 1916 - Elena Garro, giornalista, sceneggiatrice e scrittrice messicana († 1998)
- 1916 - Gianfranco Mattei, chimico e partigiano italiano († 1944)
- 1916 - Pérez Prado, musicista, compositore e direttore d'orchestra cubano († 1989)
- 1916 - Jakob Streitle, allenatore di calcio e calciatore tedesco († 1982)
- 1917 - Luise Danz, militare e criminale di guerra tedesca († 2009)
- 1917 - Ben Scharnus, cestista statunitense († 1982)
- 1917 - Yashwantrao Martandrao Mukne, principe e politico indiano († 1978)
- 1918 - László Gyetvai, calciatore ungherese († 2013)
- 1918 - Gisèle Préville, modella e attrice francese († 2006)
- 1918 - Aleksandr Isaevič Solženicyn, scrittore, filosofo e storico sovietico († 2008)
- 1918 - Štefan Žáry, poeta, scrittore e traduttore slovacco († 2007)
- 1919 - Paavo Aaltonen, ginnasta finlandese († 1962)
- 1919 - ʿAbd al-Ḥakīm ʿĀmir, generale e politico egiziano († 1967)
- 1919 - Joe Masteroff, drammaturgo e librettista statunitense († 2018)
- 1919 - Lucien Teisseire, ciclista su strada francese († 2007)
- 1919 - Marie Windsor, attrice statunitense († 2000)
- 1920 - Jean Boudou, scrittore francese († 1975)
- 1920 - Gabriele Ferretti di Castelferretto, militare e aviatore italiano († 1941)
- 1920 - Denis Jenkinson, giornalista e storico britannico († 1996)
- 1920 - Rolf Tasna, attore e doppiatore tedesco († 1997)
- 1921 - Pierre Bec, linguista e filologo francese († 2014)
- 1921 - Pietro Bonetto, arbitro di calcio italiano († 2005)
- 1921 - Johnny Johnson, calciatore inglese († 2003)
- 1921 - Liz Smith, attrice britannica († 2016)
- 1921 - Jean Swiatek, calciatore francese († 2017)
- 1921 - Charles Walton, inventore statunitense († 2011)
- 1922 - Dilip Kumar, attore indiano († 2021)
- 1922 - Peter Mazur, fisico olandese († 2001)
- 1922 - Vittorio Meoni, partigiano e politico italiano († 2017)
- 1922 - Grīgorīs Mpithikōtsīs, cantautore greco († 2005)
- 1922 - Grace Paley, scrittrice, poetessa e attivista statunitense († 2007)
- 1922 - Ronald Roberts, nuotatore britannico († 2012)
- 1922 - Maila Nurmi, modella, attrice e personaggio televisivo finlandese († 2008)
- 1923 - Dario Antoniozzi, politico italiano († 2019)
- 1923 - Juan Arricio, calciatore boliviano
- 1923 - Betsy Blair, attrice statunitense († 2009)
- 1923 - Hans Wetterström, canoista svedese († 1980)
- 1924 - Charles Bachman, informatico statunitense († 2017)
- 1924 - Aristeo Biancolini, partigiano e politico italiano († 2021)
- 1924 - Doc Blanchard, giocatore di football americano statunitense († 2009)
- 1924 - André Boerstra, hockeista su prato olandese († 2016)
- 1924 - Joséphine Ladwig, modella francese († 2014)
- 1924 - Maj-Britt Nilsson, attrice svedese († 2006)
- 1924 - Nunzio Rotondo, trombettista e compositore italiano († 2009)
- 1924 - Giovanni Saldarini, cardinale e arcivescovo cattolico italiano († 2011)
- 1925 - Daniel Filipe, poeta, giornalista e scrittore capoverdiano († 1964)
- 1925 - Paul Greengard, neuroscienziato statunitense († 2019)
- 1925 - Itzhak Schneor, calciatore israeliano († 2011)
- 1926 - Diego Natale Bona, vescovo cattolico italiano († 2017)
- 1926 - Richard Devon, attore statunitense († 2010)
- 1926 - Big Mama Thornton, cantautrice statunitense († 1984)
- 1927 - Friedrich G. Beckhaus, attore e doppiatore tedesco
- 1927 - Ricardo Bordallo, politico statunitense († 1990)
- 1927 - John Buscema, fumettista statunitense († 2002)
- 1927 - Santo D'Amico, fumettista italiano († 1995)
- 1927 - Dovima, modella e attrice statunitense († 1990)
- 1927 - Stein Eriksen, sciatore alpino norvegese († 2015)
- 1927 - Narciso Soldan, allenatore di calcio e calciatore italiano († 1987)
- 1927 - Rolando Vicovaro, ex calciatore italiano
- 1928 - Tomás Gutiérrez Alea, regista cubano († 1996)
- 1928 - Renato Sacchi, tiratore a segno italiano († 2020)
- 1929 - Michelangelo Franconieri, mafioso italiano († 2001)
- 1929 - Ernst Hložek, calciatore e allenatore di calcio cecoslovacco († 2013)
- 1929 - Ray Hogg, calciatore inglese († 2013)
- 1929 - Kenneth MacMillan, coreografo e ballerino britannico († 1992)
- 1929 - Nuccio Messina, giornalista italiano († 2015)
- 1929 - Owain Owain, scrittore e poeta britannico († 1993)
- 1930 - Guido Guglielmi, critico letterario e italianista italiano († 2002)
- 1930 - Chus Lampreave, attrice spagnola († 2016)
- 1930 - Evgenij Lemeško, allenatore di calcio e calciatore sovietico († 2016)
- 1930 - Nguyễn Ngọc Loan, generale e politico vietnamita († 1998)
- 1930 - Jean-Louis Trintignant, attore, regista e sceneggiatore francese († 2022)
- 1931 - Ernie Beck, cestista statunitense († 2024)
- 1931 - Ronald Dworkin, filosofo e giurista statunitense († 2013)
- 1931 - Anne Heywood, attrice britannica († 2023)
- 1931 - Rita Moreno, attrice e ballerina portoricana
- 1931 - Étienne Périer, regista cinematografico belga († 2020)
- 1931 - Pierre Pilote, hockeista su ghiaccio canadese († 2017)
- 1931 - Osho Rajneesh, mistico indiano († 1990)
- 1931 - Jerome Rothenberg, poeta, traduttore e blogger statunitense († 2024)
- 1931 - Giò Stajano, nobile, scrittrice e giornalista italiana († 2011)
- 1931 - Jerzy Twardokens, schermidore polacco († 2015)
- 1931 - Fujiko Yamamoto, attrice giapponese
- 1932 - Aladár Kovácsi, pentatleta ungherese († 2010)
- 1932 - Mario Pistacchi, calciatore italiano († 2006)
- 1932 - Richard Sipe, presbitero, psicoterapeuta e scrittore statunitense († 2018)
- 1932 - Jim Tucker, cestista statunitense († 2020)
- 1933 - Ernst van Altena, poeta e scrittore olandese († 1999)
- 1933 - Tito Arecchi, fisico italiano († 2021)
- 1933 - Bianca Gelli, politica e psicoterapeuta italiana († 2023)
- 1933 - Fausto Lena, calciatore italiano († 2013)
- 1933 - Sergej Sergeevič Tarasov, regista russo
- 1934 - Renato Padovan, cestista italiano († 2017)
- 1934 - Del Shofner, giocatore di football americano statunitense († 2020)
- 1935 - Amaury Antônio Pasos, cestista brasiliano († 2024)
- 1935 - Ron Carey, attore statunitense († 2007)
- 1935 - Tina Gloriani, attrice, scultrice e pittrice italiana († 2024)
- 1935 - Francisco Lojacono, allenatore di calcio e calciatore argentino († 2002)
- 1935 - James G. Martin, politico, chimico e docente statunitense
- 1935 - Pranab Mukherjee, politico indiano († 2020)
- 1935 - Ferdinand Alexander Porsche, ingegnere, progettista e manager tedesco († 2012)
- 1935 - Elmer Vasko, hockeista su ghiaccio canadese († 1998)
- 1936 - Bruno Amoroso, economista e saggista italiano († 2017)
- 1936 - Domenico Armellin, rugbista a 15 italiano
- 1936 - Romano Di Bari, calciatore italiano († 2018)
- 1936 - Andrea Frova, fisico, divulgatore scientifico e scrittore italiano
- 1936 - Tom Fuccello, attore statunitense († 1993)
- 1936 - Milena Gelmetti, ex cestista italiana
- 1936 - Erich Hagen, ciclista su strada tedesco († 1978)
- 1936 - Paul Moller, ingegnere canadese
- 1936 - Hans van den Broek, politico olandese († 2025)
- 1937 - Maricla Boggio, scrittrice, drammaturga e giornalista italiana
- 1937 - Jim Harrison, scrittore e poeta statunitense († 2016)
- 1937 - Pietro Marzotto, imprenditore italiano († 2018)
- 1937 - Stephen Moore, attore britannico († 2019)
- 1937 - Stefano Zara, politico italiano
- 1938 - Graziana Calcagno, magistrata italiana († 2018)
- 1938 - Gerd Cintl, canottiere tedesco († 2017)
- 1938 - Fred Cox, giocatore di football americano statunitense († 2019)
- 1938 - Roberto Infascelli, regista, sceneggiatore e produttore cinematografico italiano († 1977)
- 1938 - Enrico Macias, cantante algerino
- 1938 - McCoy Tyner, pianista e compositore statunitense († 2020)
- 1938 - Heshmat Mohajerani, allenatore di calcio e ex calciatore iraniano
- 1938 - Anna Orso, attrice italiana († 2012)
- 1938 - Valentin Selivanov, regista sovietico († 1998)
- 1939 - Jerry Butler, cantante, musicista e politico statunitense († 2025)
- 1939 - Alberto Da Rin, ex hockeista su ghiaccio italiano
- 1939 - Tom Hayden, attivista, politico e saggista statunitense († 2016)
- 1939 - Bevo Nordmann, cestista e allenatore di pallacanestro statunitense († 2015)
- 1940 - Edoardo Benvenuto, ingegnere italiano († 1998)
- 1940 - David Gates, cantautore e musicista statunitense
- 1940 - Eduardo Matos Moctezuma, archeologo messicano
- 1940 - Donna Mills, attrice e produttrice televisiva statunitense
- 1940 - Renzo Pascolat, politico italiano († 2023)
- 1940 - Dave Richardson, hockeista su ghiaccio canadese († 2022)
- 1941 - Cristina Annino, scrittrice, poetessa e pittrice italiana († 2022)
- 1941 - Max Baucus, politico statunitense
- 1941 - Robert Fellowes, barone Fellowes, banchiere britannico († 2024)
- 1941 - Jean-Paul Parisé, hockeista su ghiaccio e allenatore di hockey su ghiaccio canadese († 2015)
- 1942 - Alf Arrowsmith, calciatore inglese († 2005)
- 1942 - Guðrún Bjarnadóttir, modella islandese
- 1942 - Richard Dinnis, allenatore di calcio inglese
- 1942 - Karen Hantze Susman, ex tennista statunitense
- 1942 - Willi Lesch, ex sciatore alpino e allenatore di sci alpino tedesco
- 1942 - Paolo Manca, ex politico italiano
- 1942 - Fabio Mini, militare e saggista italiano
- 1942 - Frank Schöbel, cantante, compositore e paroliere tedesco
- 1942 - Ananda Shankar, cantautore e musicista indiano († 1999)
- 1943 - Alain de Benoist, scrittore, filosofo e giornalista francese
- 1943 - Vincent Borg Bonaci, calciatore maltese († 2006)
- 1943 - Jacques Cadiou, ex ciclista su strada francese
- 1943 - Lorenzo Gestri, politico e storico italiano († 2002)
- 1943 - John Kerry, politico statunitense
- 1943 - Claudia d'Orléans, principessa francese
- 1943 - Roger Vélasquez, ex velocista francese
- 1944 - Lynda Day George, attrice statunitense
- 1944 - Teri Garr, attrice statunitense († 2024)
- 1944 - Brenda Lee, cantante statunitense
- 1944 - Gianni Morandi, cantante, attore e conduttore televisivo italiano
- 1944 - Walter Parussini, ex arbitro di calcio italiano
- 1944 - Ennio Preatoni, ex velocista italiano
- 1944 - Mauro Pregliasco, ex pilota automobilistico e imprenditore italiano
- 1944 - Dámaso Rodríguez Martín, serial killer spagnolo († 1991)
- 1944 - Cindy Wiginton, cestista statunitense († 2020)
- 1945 - Marisella Chevallard, ex sciatrice alpina italiana
- 1945 - Pauline Gedge, scrittrice canadese
- 1945 - Al Hairston, ex cestista e allenatore di pallacanestro statunitense
- 1945 - Harold Hamm, imprenditore statunitense
- 1945 - Nina Harmer, nuotatrice statunitense
- 1945 - Plummer Lott, ex cestista e magistrato statunitense
- 1945 - Zienia Merton, attrice inglese († 2018)
- 1945 - John Preston, scrittore statunitense († 1994)
- 1945 - Jarno Saarinen, pilota motociclistico finlandese († 1973)
- 1945 - Sharafuddin di Selangor, sovrano malese
- 1945 - Dámaso Torres, ciclista su strada spagnolo
- 1946 - Thorwald Dethlefsen, psicoterapeuta, filosofo e scrittore tedesco († 2010)
- 1946 - Yakov Eliashberg, matematico russo
- 1946 - Colin Latimour, calciatore neozelandese († 2014)
- 1946 - John P. Dulaney, attore e imprenditore statunitense
- 1946 - Diana Palmer, scrittrice e giornalista statunitense
- 1946 - Miguel Rio Branco, fotografo, pittore e regista brasiliano
- 1946 - Robert Van Lancker, ex pistard e ciclista su strada belga
- 1947 - Pablo Carballo, aviatore argentino
- 1947 - Diego Landi, giornalista italiano
- 1947 - Mario Luraschi, stuntman francese
- 1947 - Terry Turner, sceneggiatore statunitense
- 1948 - Alvin Baltrop, fotografo statunitense († 2004)
- 1948 - Charīs Grammos, ex calciatore greco
- 1948 - Dario Grava, ex calciatore italiano
- 1948 - Allan Martin, ex rugbista a 15 gallese
- 1948 - Fred Sowerby, ex velocista e allenatore di atletica leggera antiguo-barbudano
- 1948 - Chester Thompson, batterista statunitense
- 1948 - Víctor Víctor, chitarrista, cantante e compositore dominicano († 2020)
- 1949 - Ivan Buljan, allenatore di calcio e ex calciatore jugoslavo
- 1949 - Noel Campbell, calciatore e allenatore di calcio irlandese († 2022)
- 1949 - Cesare De Marchi, scrittore e traduttore italiano
- 1949 - Daniela Dioguardi, politica italiana
- 1949 - Elenī Gerasimidou, politica e attrice greca
- 1949 - Steve Giatzoglou, allenatore di pallacanestro e ex cestista statunitense
- 1949 - László Mérő, matematico e scrittore ungherese
- 1949 - Laura Nappi, ex velocista italiana
- 1949 - Rafael Antonio Niño, ex ciclista su strada e dirigente sportivo colombiano
- 1950 - Antonio Bordon, ex calciatore italiano
- 1950 - Antonio Buonomo, cantautore e attore italiano
- 1950 - Nino Frassica, comico, attore e conduttore radiofonico italiano
- 1950 - Georg Hammer, allenatore di calcio e ex calciatore norvegese
- 1950 - Maria Luisa Meneghetti, filologa italiana
- 1950 - Christina Onassis, dirigente d'azienda greca († 1988)
- 1950 - Daniele Ricci, ex pallavolista e allenatore di pallavolo italiano
- 1951 - Bob Cochran, ex sciatore alpino statunitense
- 1951 - József Deme, ex canoista ungherese
- 1951 - Spike Edney, musicista britannico
- 1951 - Fausto Cisoto Giannecchini, ex cestista brasiliano
- 1951 - Apollo Faye, ex cestista francese
- 1951 - Mazlan Othman, astrofisica malese
- 1951 - Billy Schaeffer, ex cestista statunitense
- 1951 - Ria Stalman, ex discobola e pesista olandese
- 1951 - Batoo Tshering, generale bhutanese
- 1952 - Osamu Akimoto, fumettista giapponese
- 1952 - Andrea De Carlo, scrittore italiano
- 1952 - Carl Sargent, autore di giochi e parapsicologo britannico († 2018)
- 1952 - Susan Seidelman, regista statunitense
- 1953 - Eben Alexander, scrittore statunitense
- 1953 - Anneli Alhanko, ballerina e attrice svedese
- 1953 - Bess Armstrong, attrice statunitense
- 1953 - Hildson Bentes Lira, ex calciatore brasiliano
- 1953 - Carolyn Beug, regista statunitense († 2001)
- 1953 - Ilona Békési, ginnasta ungherese
- 1953 - Richard Carter, attore e comico australiano († 2019)
- 1953 - Brenda Hillhouse, attrice statunitense
- 1953 - Andrej Vadimovič Makarevič, cantante e chitarrista russo
- 1953 - Leonardo Menichini, allenatore di calcio e ex calciatore italiano
- 1953 - Randa Chahal Sabag, regista e sceneggiatrice libanese († 2008)
- 1953 - Guido Salvini, ex magistrato italiano
- 1953 - Alan Van Heerden, ciclista su strada e pistard sudafricano († 2009)
- 1954 - Julio Acuña, ex calciatore uruguaiano
- 1954 - Pushpa Kamal Dahal, politico e rivoluzionario nepalese
- 1954 - Sue Harcus, ex cestista australiana
- 1954 - Jermaine Jackson, cantante, musicista e ballerino statunitense
- 1954 - Norihiko Kitahara, ex cestista e allenatore di pallacanestro giapponese
- 1954 - Vicki Randle, polistrumentista, cantante e compositrice statunitense
- 1955 - Dorothy Benham, modella statunitense
- 1955 - Stu Jackson, ex cestista, allenatore di pallacanestro e dirigente sportivo statunitense
- 1955 - Maria Cristina Marchetti, fisica italiana
- 1956 - Thomas Andersson, allenatore di calcio e ex calciatore svedese
- 1956 - John Dahl, regista e sceneggiatore statunitense
- 1956 - Guerrino Ghedina, bobbista italiano
- 1956 - Pierluigi Giombini, musicista e compositore italiano
- 1956 - Ricardo Giusti, ex calciatore argentino
- 1956 - Stevie Young, chitarrista scozzese
- 1957 - Peter Bagge, scrittore, disegnatore e fumettista statunitense
- 1957 - Jim Burke, produttore cinematografico statunitense
- 1957 - Albert Hedderich, ex canottiere tedesco
- 1957 - William Joyce, scrittore, illustratore e produttore cinematografico statunitense
- 1957 - Carlos Meglia, fumettista e illustratore argentino († 2008)
- 1957 - Antonio Napolioni, vescovo cattolico italiano
- 1957 - Franco Nisi, giornalista, autore televisivo e conduttore radiofonico italiano († 2016)
- 1957 - Daniel Zaragoza, ex pugile messicano
- 1957 - Toshiyuki Ōmori, compositore giapponese
- 1958 - Ron Cornelius, ex cestista statunitense
- 1958 - Luca Gasparini, montatore e regista italiano
- 1958 - Ever Francisco Hernández, ex calciatore salvadoregno
- 1958 - Isabella Hofmann, attrice statunitense
- 1958 - Chris Hughton, allenatore di calcio e ex calciatore irlandese
- 1958 - Regina Maršíková, ex tennista ceca
- 1958 - Lisa Morton, scrittrice e sceneggiatrice statunitense
- 1958 - Alberto Ruiz-Gallardón, politico spagnolo
- 1958 - Evgenij Šaranov, ex pallanuotista sovietico
- 1958 - Tom Shadyac, regista, sceneggiatore e produttore cinematografico statunitense
- 1958 - Nikki Sixx, bassista e fotografo statunitense
- 1959 - Paolo Basilico, imprenditore italiano
- 1959 - Franco Bordo, politico italiano
- 1959 - Doug Furnas, wrestler e powerlifter statunitense († 2012)
- 1959 - Livio Guardi, cantante e polistrumentista italiano
- 1959 - Marlies Mathis, ex sciatrice alpina austriaca
- 1960 - Víctor Callejas, ex pugile portoricano
- 1960 - Marijke Dillen, politica e avvocata belga
- 1960 - Anders Eldebrink, allenatore di hockey su ghiaccio e ex hockeista su ghiaccio svedese
- 1960 - Benjamín Galindo, allenatore di calcio e ex calciatore messicano
- 1960 - Mark Harrison, allenatore di calcio e ex calciatore inglese
- 1960 - John Lukic, ex calciatore inglese
- 1960 - Roberta Pelosi, tiratrice a volo italiana
- 1960 - Rachel Portman, compositrice britannica
- 1960 - Raoul Precht, scrittore, poeta e traduttore italiano
- 1961 - Mark Adams, designer britannico
- 1961 - Ingo Appelt, ex bobbista austriaco
- 1961 - Paul Grech, ex calciatore maltese
- 1961 - Darryl Jones, bassista statunitense
- 1961 - Dave King, cantante irlandese
- 1961 - Steve Nicol, ex calciatore e allenatore di calcio scozzese
- 1961 - Macky Sall, politico senegalese
- 1961 - Kimberly Scott, attrice statunitense
- 1961 - Massimo Vallerani, storico italiano
- 1961 - Octavi Vilà Mayo, vescovo cattolico spagnolo
- 1961 - Marco Pierre White, cuoco e personaggio televisivo britannico
- 1961 - DJ Yella, disc jockey, rapper e produttore discografico statunitense
- 1961 - Jorge da Silva, allenatore di calcio e ex calciatore uruguaiano
- 1962 - Luca Baldisserri, ingegnere italiano
- 1962 - Andrea Bettinetti, regista italiano
- 1962 - Denise Biellmann, pattinatrice artistica su ghiaccio svizzera
- 1962 - Ben Browder, attore statunitense
- 1962 - Theresa Griffin, politica britannica
- 1962 - Roland Günther, ex pistard tedesco
- 1962 - Paul Haslinger, compositore e tastierista austriaco
- 1962 - Greg Herbold, mountain biker statunitense
- 1962 - Kimberley Linehan, ex nuotatrice statunitense
- 1962 - Charlie Mackesy, illustratore, pittore e scultore inglese
- 1962 - Ulrich Møller, allenatore di calcio e ex calciatore norvegese
- 1962 - Leone Patterson, ex cestista neozelandese
- 1962 - Máximo Tapia, ex cestista dominicano
- 1962 - Mourad Zalfani, lottatore tunisino
- 1963 - Rosa Silvana Abate, politica italiana
- 1963 - Mark Alarie, ex cestista statunitense
- 1963 - Mario Been, allenatore di calcio e ex calciatore olandese
- 1963 - Jon Brion, polistrumentista e compositore statunitense
- 1963 - Guo Yijun, ex calciatore cinese
- 1963 - Claudia Kohde Kilsch, ex tennista tedesca
- 1963 - Kaori Moriwaka, attrice, musicista e cantante giapponese
- 1963 - Stefania Passaro, ex cestista italiana
- 1963 - Marco Patricelli, storico italiano
- 1963 - Ken Tamplin, cantante e chitarrista statunitense
- 1963 - Nigel Winterburn, ex calciatore inglese
- 1963 - Małgorzata Wołujewicz, ex cestista polacca
- 1964 - Franco Ballerini, ciclista su strada e dirigente sportivo italiano († 2010)
- 1964 - Michel Courtemanche, attore e mimo canadese
- 1964 - Massimo Fochi, ex giocatore di baseball e dirigente sportivo italiano
- 1964 - Joe Kelly, ex giocatore di football americano statunitense
- 1964 - Ella Kovacs, ex mezzofondista rumena
- 1964 - Lee Tae-hyung, astronomo sudcoreano
- 1964 - Liêm Hoang-Ngoc, economista e politico francese
- 1964 - Éva Sztojkovics, ex cestista ungherese
- 1964 - Lewis Trondheim, disegnatore e fumettista francese
- 1964 - Carolyn Waldo, nuotatrice artistica canadese
- 1965 - László Gyenti, ex calciatore ungherese
- 1965 - Ahmed Soliman, ex cestista egiziano
- 1966 - Marino Bisso, giornalista italiano
- 1966 - Elliot Bunney, ex velocista britannico
- 1966 - Gary Dourdan, attore e musicista statunitense
- 1966 - Göran Kropp, alpinista svedese († 2002)
- 1966 - Leon Lai, attore e cantante cinese
- 1966 - Adolfo Ríos, ex calciatore messicano
- 1966 - Oleh Solodovnik, allenatore di calcio a 5 e ex giocatore di calcio a 5 ucraino
- 1966 - Sonia Viale, politica e avvocata italiana
- 1967 - Adel Abdelrahman, ex calciatore egiziano
- 1967 - Zoran Boškovski, ex calciatore macedone
- 1967 - Margherita D'Amico, scrittrice, giornalista e attivista italiana
- 1967 - Mo'Nique, attrice, comica e scrittrice statunitense
- 1967 - Katy Steding, ex cestista e allenatrice di pallacanestro statunitense
- 1968 - Knut Tore Apeland, ex combinatista nordico norvegese
- 1968 - Sebastiano Barisoni, giornalista e conduttore radiofonico italiano
- 1968 - Mario Brandani, ex calciatore italiano
- 1968 - Emmanuelle Charpentier, biochimica, genetista e microbiologa francese
- 1968 - Monique Garbrecht, ex pattinatrice di velocità su ghiaccio tedesca
- 1968 - Rhonda Lee Quaresma, culturista canadese († 2021)
- 1968 - Fabrizio Ravanelli, dirigente sportivo, allenatore di calcio e ex calciatore italiano
- 1969 - Maurizio Aiello, attore e ex modello italiano
- 1969 - Viswanathan Anand, scacchista indiano
- 1969 - Francisco Javier Arellano Félix, criminale messicano
- 1969 - Stig Inge Bjørnebye, dirigente sportivo, allenatore di calcio e ex calciatore norvegese
- 1969 - Laurent Castro, ex giocatore di beach soccer francese
- 1969 - Gerald Delepine, pilota motociclistico belga
- 1969 - Edgar Denis, ex calciatore paraguaiano
- 1969 - Samir Kadhim Hassan, ex calciatore iracheno
- 1969 - Peter Lines, giocatore di snooker inglese
- 1969 - Max Martini, attore statunitense
- 1969 - Alessandro Melli, dirigente sportivo e ex calciatore italiano
- 1969 - Pietro Strada, dirigente sportivo, allenatore di calcio e ex calciatore italiano
- 1970 - Chris Henderson, dirigente sportivo e ex calciatore statunitense
- 1970 - Vassa Larin, religiosa e teologa russa
- 1970 - Abderrahim Ouakili, calciatore marocchino († 2023)
- 1970 - Nenad Pralija, dirigente sportivo e ex calciatore croato
- 1970 - Einat Wilf, politica e scrittrice israeliana
- 1971 - Stefano Candiani, politico italiano
- 1971 - Marcos Chicot, scrittore, economista e psicologo spagnolo
- 1971 - Leigh Donovan, ex mountain biker statunitense
- 1971 - Anatolij Kaniščev, ex calciatore russo
- 1971 - Willie McGinest, ex giocatore di football americano statunitense
- 1971 - Olivier Speltens, fumettista belga
- 1971 - Stefano Visi, ex calciatore italiano
- 1971 - Vladislav Zvara, ex calciatore slovacco
- 1972 - Sami Al-Jaber, allenatore di calcio e ex calciatore saudita
- 1972 - Daniel Alfredsson, ex hockeista su ghiaccio svedese
- 1972 - Juan Carlos Chávez Pérez, ex calciatore boliviano
- 1972 - Michael Flegler, schermidore tedesco
- 1972 - Giancarlo Giordano, politico italiano
- 1972 - Andrij Husin, calciatore ucraino († 2014)
- 1972 - Rusty Joiner, supermodello e attore statunitense
- 1972 - Ray Owes, ex cestista statunitense
- 1972 - Paulo Santos, ex calciatore portoghese
- 1972 - Paul Rosner, ex tennista sudafricano
- 1972 - Sigurd Rushfeldt, allenatore di calcio e ex calciatore norvegese
- 1972 - Cristian Servidei, ex calciatore italiano
- 1972 - LaMont Smith, ex velocista statunitense
- 1972 - Thierno Thiam, attore e ballerino senegalese
- 1973 - Giorgia Andreuzza, politica italiana
- 1973 - Anita Caprioli, attrice italiana
- 1973 - Luke Casserly, ex calciatore e allenatore di calcio australiano
- 1973 - Carlos Alberto Contreras, ex ciclista su strada colombiano
- 1973 - Umberto Ferraro, militare italiano
- 1973 - Marcelo Galvão, regista, sceneggiatore e produttore cinematografico brasiliano
- 1973 - Virginie Joron, politica francese
- 1973 - Mos Def, rapper, cantautore e attore statunitense
- 1973 - Yūko Obuchi, politica giapponese
- 1973 - Sándor Preisinger, ex calciatore ungherese
- 1974 - Simon Addo, ex calciatore ghanese
- 1974 - Enrique Alfaro, ex calciatore messicano
- 1974 - Enrico Boccadoro, cantautore italiano († 2017)
- 1974 - Adrian Mifsud, ex calciatore maltese
- 1974 - Rey Mysterio, wrestler statunitense
- 1974 - Enorbel Márquez, giocatore di baseball e allenatore di baseball cubano
- 1974 - Stefano Ocera, giocatore di softball italiano
- 1974 - Georgios Reppas, pallanuotista greco
- 1974 - Julien Robert, biatleta francese
- 1974 - Gete Wami, ex mezzofondista e maratoneta etiope
- 1975 - Tom Beim, rugbista a 15 inglese
- 1975 - Max Brigante, disc jockey e conduttore radiofonico italiano
- 1975 - Sergej Čikalkin, ex cestista russo
- 1975 - Giovanni Di Iacovo, scrittore e politico italiano
- 1975 - Katherine Grainger, canottiera britannica
- 1975 - Vonnie Holliday, ex giocatore di football americano statunitense
- 1975 - Daouda Karaboué, pallamanista francese
- 1975 - Samantha Maloney, batterista e compositrice statunitense
- 1975 - Terry Matalas, sceneggiatore, produttore televisivo e regista statunitense
- 1975 - Sérgio Ramos, ex cestista portoghese
- 1975 - Francisco Rubio, astronauta statunitense
- 1975 - Matthew Turner, scacchista scozzese
- 1975 - Luca Vuerich, alpinista e fotografo italiano († 2010)
- 1976 - Shareef Abdur-Rahim, ex cestista, allenatore di pallacanestro e dirigente sportivo statunitense
- 1976 - Alejandro Allub, ex rugbista a 15 e pediatra argentino
- 1976 - Christian Fliegner, cantante e direttore di coro tedesco
- 1976 - Jacob Friis, allenatore di calcio e ex calciatore danese
- 1976 - Alexie Gilmore, attrice statunitense
- 1976 - Børge Hernes, ex calciatore norvegese
- 1976 - Tat'jana Kotova, lunghista russa
- 1976 - Pascal Ojigwe, ex calciatore nigeriano
- 1976 - Timmy Simons, allenatore di calcio e ex calciatore belga
- 1976 - Jan Veder, ex pentatleta tedesco
- 1976 - Francis Wasi, ex calciatore salomonese
- 1977 - Roberto Baronio, allenatore di calcio e ex calciatore italiano
- 1977 - Andreas Geritzer, ex velista austriaco
- 1977 - Mr. Lif, artista statunitense
- 1977 - Toshiaki Iwashiro, fumettista giapponese
- 1977 - Mark Streit, ex hockeista su ghiaccio svizzero
- 1978 - Andrea Bonomo, cantante e compositore italiano
- 1978 - Courtney Henggeler, attrice statunitense
- 1978 - Melania Maccaferri, attrice italiana
- 1978 - Nadia Styger, ex sciatrice alpina svizzera
- 1978 - René Weissinger, ex ciclista su strada tedesco
- 1979 - Luca Bolognini, giurista e saggista italiano
- 1979 - Colleen Hoover, scrittrice statunitense
- 1979 - Markus Katzer, ex calciatore austriaco
- 1979 - Rider Strong, attore, produttore cinematografico e regista statunitense
- 1979 - Stone Longue, ex calciatore francese
- 1979 - Diego Morales, pugile messicano
- 1979 - Massimo Scali, danzatore su ghiaccio italiano
- 1979 - Josh Scobey, ex giocatore di football americano statunitense
- 1979 - Gjorgji Čekovski, ex cestista macedone
- 1980 - Marco Calvani, drammaturgo, regista e attore italiano
- 1980 - Daniela Castrignanò, ex taekwondoka italiana
- 1980 - Sam Cox, rugbista a 15 britannico
- 1980 - Marit Fiane Grødum, ex calciatrice norvegese
- 1980 - Aleksej Luk'janjuk, pilota di rally russo
- 1980 - Savo Pavićević, ex calciatore montenegrino
- 1980 - Sin Jeong-ja, ex cestista sudcoreana
- 1981 - Zacky Vengeance, chitarrista e cantante statunitense
- 1981 - Nikki Benz, attrice pornografica canadese
- 1981 - Rebekkah Brunson, ex cestista e allenatrice di pallacanestro statunitense
- 1981 - Lin Hui-mei, ex cestista taiwanese
- 1981 - Vital' Radyënaŭ, allenatore di calcio e ex calciatore bielorusso
- 1981 - Bruno Rangel, calciatore brasiliano († 2016)
- 1981 - Javier Saviola, allenatore di calcio, ex giocatore di calcio a 5 e ex calciatore argentino
- 1981 - Francesco Scardina, ex calciatore italiano
- 1981 - Bartosz Ślusarski, ex calciatore polacco
- 1981 - Mohamed Zidan, ex calciatore egiziano
- 1982 - Valeria Campagna, calciatrice italiana
- 1982 - Andreas Dahlén, ex calciatore svedese
- 1982 - Craig Fagan, allenatore di calcio e ex calciatore giamaicano
- 1982 - Sašo Fornezzi, ex calciatore sloveno
- 1982 - Chadžimurat Gacalov, lottatore russo
- 1982 - Jimmy Gatété, ex calciatore ruandese
- 1982 - Roman Harper, giocatore di football americano statunitense
- 1982 - Mai Khôi, cantante, musicista e attivista vietnamita
- 1982 - Danylo Kozlov, ex cestista ucraino
- 1982 - Jessica Pünchera, ex sciatrice alpina svizzera
- 1982 - Song Xiaoyun, ex cestista cinese
- 1982 - Aleksandar Stoimirović, allenatore di calcio e ex calciatore serbo
- 1982 - Bjørn Strøm, ex calciatore norvegese
- 1983 - Néstor Bareiro, calciatore paraguaiano
- 1983 - Brendan Christian, ex velocista antiguo-barbudano
- 1983 - Emilio Docente, calciatore italiano
- 1983 - Mario Fernández, ex cestista spagnolo
- 1983 - Arnoud van Groen, ex ciclista su strada olandese
- 1983 - David Joy, scrittore statunitense
- 1983 - On Joo-wan, attore sudcoreano
- 1983 - J.R. Pinnock, ex cestista statunitense
- 1983 - Donnacha Ryan, rugbista a 15 irlandese
- 1983 - Alessio Signego, ex ciclista su strada italiano
- 1983 - Ann Strother, ex cestista e dirigente sportiva statunitense
- 1984 - Leighton Baines, allenatore di calcio e ex calciatore inglese
- 1984 - Chris Brown, ex calciatore inglese
- 1984 - Carlos Alberto Gomes de Jesus, ex calciatore brasiliano
- 1984 - Sandra Echeverría, attrice e cantante messicana
- 1984 - James Ellsworth, wrestler statunitense
- 1984 - Diogo Fonseca, ex calciatore portoghese
- 1984 - Kennedy Mweene, ex calciatore zambiano
- 1984 - Xosha Roquemore, attrice statunitense
- 1984 - Ol'ga Skabeeva, conduttrice televisiva russa
- 1984 - Néstor Susaeta, ex calciatore spagnolo
- 1985 - Ariclenes da Silva Ferreira, ex calciatore brasiliano
- 1985 - Matteo Castaldo, canottiere italiano
- 1985 - Ramón Clemente, cestista statunitense
- 1985 - Valentina Corti, attrice italiana
- 1985 - Andre Douglas, astronauta statunitense
- 1985 - Malick Fall, nuotatore senegalese
- 1985 - Melissa Gorman, ex nuotatrice australiana
- 1985 - Aiko Kayō, cantante giapponese
- 1985 - Yekta Kurtuluş, calciatore turco
- 1985 - Papa Massé Fall, allenatore di calcio e ex calciatore guineense
- 1985 - Tyrone McKenzie, giocatore di football americano statunitense
- 1985 - Zach Miller, giocatore di football americano statunitense
- 1985 - Matthew Mortensen, ex slittinista statunitense
- 1985 - Laia Sanz, pilota motociclistica e pilota automobilistica spagnola
- 1985 - Karla Souza, attrice messicana
- 1985 - Ferry Stoffer, pilota motociclistico olandese
- 1985 - Zdeněk Štybar, ex ciclocrossista e ex ciclista su strada ceco
- 1985 - Aytaç Sulu, ex calciatore tedesco
- 1985 - Jennifer Tank, ex sciatrice alpina tedesca
- 1985 - Pablo Vranjicán, calciatore argentino
- 1985 - Mario Gjurovski, allenatore di calcio e ex calciatore macedone
- 1986 - Ali Maqseed, calciatore kuwaitiano
- 1986 - Tyvon Branch, giocatore di football americano statunitense
- 1986 - Gary Carr, attore inglese
- 1986 - Kris Doolan, allenatore di calcio e ex calciatore scozzese
- 1986 - Elisandro, giocatore di calcio a 5 brasiliano
- 1986 - Emelie Forsberg, scialpinista e ultramaratoneta svedese
- 1986 - Mariano Galarza, rugbista a 15 argentino
- 1986 - Roy Hibbert, ex cestista statunitense
- 1986 - Nicky Maynard, calciatore inglese
- 1986 - Jason Mercier, giocatore di poker statunitense
- 1986 - Lee Peltier, ex calciatore inglese
- 1986 - Condola Rashād, attrice statunitense
- 1986 - Moritz Stoppelkamp, calciatore tedesco
- 1986 - Rabah Yousif, velocista sudanese
- 1986 - Zeynep Çamcı, attrice turca
- 1987 - Jonas Ahnelöv, hockeista su ghiaccio svedese
- 1987 - Amir Ali Akbari, artista marziale misto e ex lottatore iraniano
- 1987 - Armend Alimi, calciatore macedone
- 1987 - Gabe Amo, politico statunitense
- 1987 - Yero Bello, ex calciatore nigeriano
- 1987 - Cengiz Bicer, calciatore liechtensteinese
- 1987 - Markus Eggenhofer, ex saltatore con gli sci austriaco
- 1987 - Natalia Gordienko, cantante e ballerina moldava
- 1987 - Edi Danilo Guerra, ex calciatore guatemalteco
- 1987 - Fabian Johnson, ex calciatore tedesco
- 1987 - George Johnson, giocatore di football americano statunitense
- 1987 - Gawain Jones, scacchista britannico
- 1987 - Białas, rapper polacco
- 1987 - Kim Ye-won, attrice e cantante sudcoreana
- 1987 - Tornik'e Kipiani, cantante e compositore georgiano
- 1987 - Vera Krasova, modella russa
- 1987 - Patrick Matasi, calciatore keniota
- 1987 - Alex Russell, attore australiano
- 1987 - Olesja Rychljuk, pallavolista ucraina
- 1987 - Peter Scholze, matematico tedesco
- 1988 - Alia Atkinson, ex nuotatrice giamaicana
- 1988 - Max Brod, giornalista e autore televisivo italiano
- 1988 - Éverton Cardoso da Silva, calciatore brasiliano
- 1988 - T.L. Edwards, ex giocatore di football americano statunitense
- 1988 - Alparslan Erdem, allenatore di calcio e ex calciatore turco
- 1988 - David Gilreath, giocatore di football americano statunitense
- 1988 - Ali Haram, calciatore bahreinita
- 1988 - Ashley Hinshaw, attrice e modella statunitense
- 1988 - Kim Kyong-il, calciatore nordcoreano
- 1988 - Marcos Rocha, calciatore brasiliano
- 1988 - Anthony Sherman, ex giocatore di football americano statunitense
- 1988 - Božo Starčević, lottatore croato
- 1988 - Anton Zemljanuchin, calciatore kirghiso
- 1988 - Giorgi Šelija, calciatore russo
- 1989 - Arindam Bhattacharya, calciatore indiano
- 1989 - Stephen Burton, ex giocatore di football americano statunitense
- 1989 - Agenor Detofol, calciatore brasiliano
- 1989 - Hayk Gyokchyan, cestista libanese
- 1989 - Kellie Harrington, ex pugile irlandese
- 1989 - Thomas Koenis, ex cestista olandese
- 1989 - Mário Lúcio, calciatore brasiliano
- 1989 - Kamil Poźniak, calciatore polacco
- 1989 - Jéssica Sanjuán, attrice e modella colombiana
- 1989 - Jordan Theodore, cestista statunitense
- 1989 - Mariella Voglreiter, ex sciatrice alpina austriaca
- 1989 - Basil Weber, giocatore di football americano svizzero
- 1989 - Burcu Özberk, attrice turca
- 1990 - Hassan Al-Haidos, calciatore qatariota
- 1990 - Tedi Aleksandrova, cantante bulgara
- 1990 - Billy Baron, ex cestista statunitense
- 1990 - Julien Gobaux, ginnasta monegasco
- 1990 - He Zi, tuffatrice cinese
- 1990 - Hyolyn, cantante e attrice sudcoreana
- 1990 - Kristjan Kitsing, cestista estone
- 1990 - Maksim Koljuškin, cestista russo
- 1990 - Artëm Komissarov, cestista russo
- 1990 - Alexandre Letellier, calciatore francese
- 1990 - Brandon McGee, giocatore di football americano statunitense
- 1990 - Giammarco Menga, giornalista e scrittore italiano
- 1990 - Alexander Nilsson, ex calciatore svedese
- 1990 - Derrick Nix, cestista statunitense
- 1990 - Marco Orsi, nuotatore italiano
- 1990 - Alice Parisi, ex calciatrice italiana
- 1990 - Eşqin Quliyev, ex calciatore azero
- 1990 - Daniel Lemashon Salel, ex mezzofondista keniota
- 1990 - Alper Uludağ, calciatore turco
- 1990 - Alexa Demie, attrice e cantante statunitense
- 1991 - Emma Appleton, attrice e modella britannica
- 1991 - Anna Bergendahl, cantante svedese
- 1991 - Laura Greenwood, attrice britannica
- 1991 - Nick Kellogg, ex cestista statunitense
- 1991 - Samson Koti, calciatore salomonese
- 1991 - Matías Laba, calciatore argentino
- 1991 - Bryant Mbamalu, ex cestista statunitense
- 1991 - Sebastian Mladen, calciatore rumeno
- 1991 - Cristian Montaño, calciatore colombiano
- 1991 - Luiz Felipe Outerelo, tuffatore brasiliano
- 1991 - Santa Pakenytė, judoka lituana
- 1991 - Edoardo Ruffolo, rugbista a 15 italiano
- 1991 - Lukáš Rypl, ex combinatista nordico ceco
- 1991 - Ryō Sugai, sciatore alpino e sciatore freestyle giapponese
- 1991 - Jan Vandrey, canoista tedesco
- 1991 - Filip Žderić, ex calciatore croato
- 1992 - Tiffany Alvord, musicista, cantautrice e cantante statunitense
- 1992 - Jacoby Brissett, giocatore di football americano statunitense
- 1992 - Malcolm Brogdon, cestista statunitense
- 1992 - Elif, cantante tedesca
- 1992 - Jonna Fraser, rapper olandese
- 1992 - Andre Hollins, ex cestista statunitense
- 1992 - Ivana Hong, ex ginnasta statunitense
- 1992 - Enej Jelenič, calciatore sloveno
- 1992 - Jan Klobučar, pallavolista sloveno
- 1992 - Christophe Laporte, ciclista su strada francese
- 1992 - Kyrian Nwabueze, calciatore statunitense
- 1992 - Dovydas Redikas, cestista lituano
- 1992 - Matthew Seifert, pallavolista statunitense
- 1992 - Gen Shōji, calciatore giapponese
- 1992 - Michał Sokołowski, cestista polacco
- 1992 - Galal Yafai, pugile britannico
- 1992 - Katrín Ásbjörnsdóttir, calciatrice islandese
- 1993 - Yalitza Aparicio, attrice messicana
- 1993 - Jenny Arthur, sollevatrice statunitense
- 1993 - Andrea Barberis, calciatore italiano
- 1993 - Adi Cohen-Saban, cestista israeliano
- 1993 - Nesta Cooper, attrice canadese
- 1993 - Saihou Gassama, calciatore gambiano
- 1993 - Leonardo Gontero, arrampicatore italiano
- 1993 - Sonny Kiss, wrestler e ballerino statunitense
- 1993 - L.J. Rose, ex cestista statunitense
- 1993 - Keegan Rosenberry, calciatore statunitense
- 1993 - Thibaut Vion, calciatore francese
- 1993 - Madison de Rozario, atleta paralimpica australiana
- 1994 - Gabriel Basso, attore statunitense
- 1994 - Joyce Floridia, velista italiana
- 1994 - Gevorg Gharibyan, lottatore armeno
- 1994 - Rozalin Penčev, pallavolista bulgaro
- 1994 - Jéssica Silva, calciatrice portoghese
- 1995 - Jalen Adams, cestista statunitense
- 1995 - Abbi Grant, calciatrice scozzese
- 1995 - Ibán Salvador Edú, calciatore spagnolo
- 1995 - Yūki Ishikawa, pallavolista giapponese
- 1995 - Julija Kanakina, skeletonista russa
- 1995 - Allen Lazard, giocatore di football americano statunitense
- 1995 - Jacob Martin, giocatore di football americano statunitense
- 1995 - Luis Martínez, nuotatore guatemalteco
- 1995 - Laura Müller, velocista tedesca
- 1995 - Jerell Sellars, calciatore inglese
- 1995 - Natal'ja Soboleva, snowboarder russa
- 1995 - Martin Valjent, calciatore slovacco
- 1996 - Albert Arenas, pilota motociclistico spagnolo
- 1996 - Yasemin Can, mezzofondista e maratoneta turca
- 1996 - Brendan Casey, nuotatore statunitense
- 1996 - Jack Griffo, attore statunitense
- 1996 - Johanna Matintalo, fondista finlandese
- 1996 - Eliza McCartney, astista neozelandese
- 1996 - Nate Renfro, cestista statunitense
- 1996 - Zakaria Sanogo, calciatore burkinabé
- 1996 - Ásgeir Sigurgeirsson, calciatore islandese
- 1996 - Hailee Steinfeld, attrice e cantante statunitense
- 1996 - Jessica-Bianca Wessolly, velocista tedesca
- 1997 - Aly Abeid, calciatore mauritano
- 1997 - James Bree, calciatore inglese
- 1997 - Ben Cook, attore, cantante e ballerino statunitense
- 1997 - Taylor Hickson, attrice e cantautrice canadese
- 1997 - Ikuma Horishima, sciatore freestyle giapponese
- 1997 - Kōnstantinos Mavropanos, calciatore greco
- 1997 - Brighton Munthali, calciatore malawiano
- 1997 - Semen Novikov, lottatore ucraino
- 1997 - Imran Oulad Omar, calciatore olandese
- 1997 - Nathan Rôdes, calciatore belga
- 1997 - Matthew Tkachuk, hockeista su ghiaccio statunitense
- 1997 - Kindle Vildor, giocatore di football americano statunitense
- 1998 - Álex Bermejo, calciatore spagnolo
- 1998 - Stefano Di Cola, nuotatore italiano
- 1998 - Jessica Heims, atleta paralimpica statunitense
- 1998 - Cledos, rapper finlandese
- 1998 - Henri Järvelaid, calciatore estone
- 1998 - Kōstas Pīleas, calciatore cipriota
- 1998 - Ahmed Reshid, calciatore etiope
- 1998 - Dante Rigo, calciatore belga
- 1998 - Itziar Sánchez-Guardamino, nuotatrice artistica spagnola
- 1998 - Jaylen Sims, cestista statunitense
- 1998 - Devin Vega, ex calciatore statunitense
- 1998 - Ami Yuasa, danzatrice giapponese
- 1999 - William Amponsah, mezzofondista e maratoneta ghanese
- 1999 - Njabulo Blom, calciatore sudafricano
- 1999 - Lazar Kojić, calciatore serbo
- 1999 - Mads Boe Mikkelsen, calciatore faroese
- 1999 - Kraig Noel-McLeod, calciatore inglese
- 1999 - Antoine Valério, calciatore francese
- 2000 - Agustín Da Silveira, calciatore uruguaiano
- 2000 - Alexander Ducas, cestista australiano
- 2000 - Jan Knapík, calciatore ceco
- 2000 - Onyeka Okongwu, cestista statunitense
- 2000 - Mihnea Alexandru Spulber, saltatore con gli sci rumeno
- 2000 - Josha Vagnoman, calciatore tedesco
- 2000 - Devon Witherspoon, giocatore di football americano statunitense
- 2000 - Artur Čërnyj, calciatore russo

## XXI secolo(17)
- 2001 - Armel Bella-Kotchap, calciatore tedesco
- 2001 - Aliyah Boston, cestista statunitense
- 2001 - Natan Girma, calciatore svizzero
- 2001 - Yanina Kuskova, ciclista su strada e pistard uzbeka
- 2001 - Rassoul Ndiaye, calciatore francese
- 2001 - Vinícius Nogueira, calciatore brasiliano
- 2002 - Dara Costelloe, calciatore irlandese
- 2002 - Matei Ilie, calciatore rumeno
- 2002 - Aviel Zargari, calciatore israeliano
- 2002 - Marcelinho, calciatore brasiliano
- 2003 - Liu Junxi, ostacolista cinese
- 2003 - Ian López, calciatore uruguaiano
- 2003 - Giorgio Scalvini, calciatore italiano
- 2004 - Alessandro Fanizza, pallavolista italiano
- 2004 - Darija Sergaeva, ginnasta russa
- 2005 - Arijon Ibrahimović, calciatore tedesco
- 2007 - Bruno Durdov, calciatore croato